# Andemaka
Andemaka est une commune rurale malgache située dans la partie sud-est de la région de Fitovinany. Elle fait partie du district de Vohipeno situé au sud de Manakara.